# شيري آكر
شيري آكر (بالإنجليزية: Sherry Acker)‏ هي لاعب كرة مضرب أمريكية، ولدت في 6 يونيو 1959 في كالامازو في الولايات المتحدة.

## وصلات خارجية
- شيري آكر على موقع رابطة محترفات التنس (الإنجليزية)
- شيري آكر على موقع الاتحاد الدولي لكرة المضرب (الإنجليزية)
- شيري آكر على موقع خلاصة التنس.كوم (الإنجليزية)